# Friedrich Wilhelm Adam Sertürner
Friedrich Wilhelm Adam Sertürner né le 19 juin 1783 à Neuhaus dans la principauté épiscopale de Paderborn est un pharmacien allemand qui publie le premier sur la découverte de la morphine, bien qu'il n'en soit pas le découvreur. C'est par l'expérimentation et l'observation des effets de décoctions et d'extraits d'opium sur son chien que Sertürner peut décrire les effets hypnotiques de la morphine.

## Biographie
La morphine est découverte simultanément en 1804 par Armand Seguin et Bernard Courtois, ainsi que par Charles Derosne, mais c’est à F. W. Sertürner, pharmacien de Hanovre, que revient le mérite (dans ses travaux publiés en 1805-1806 et 1817) d’avoir vu que la substance cristallisée isolée était un alcaloïde « alcali végétal ». C'est le premier alcaloïde connu et Sertürner le nomme aussitôt morphium car ses effets rappellent le dieu des songes de la Grèce antique, Morphée.

Molécule de morphine

« L'année suivante, il fit partie des jeunes chimistes qu'Armand Seguin plaça dans le laboratoire qu'il venait d'ouvrir, pour travailler à l'avancement d'une science à laquelle il devait son immense fortune. Dans la répartition des travaux que Séguin voulait entreprendre, Bernard Courtois fut désigné pour l'étude de l'opium. Il se consacra avec dévouement à ces recherches et il parvint à isoler de l'opium un corps cristallisé, doué de réactions alcalines, et susceptible de se combiner avec les bases. Cependant, comme il obtenait cette substance par l'intermède de l'ammoniaque, il n'osa pas affirmer que celle-ci fût étrangère aux propriétés alcalines qu'il accusait. Plus hardi que lui, Friedrich Wilhelm Sertürner donna le nom d'alcali végétal à la substance cristalline que Courtois avait découverte, et il eut l'honneur de mettre la science sur une voie nouvelle, en révélant l'existence d'une série de corps, aujourd'hui désignée sous le nom d'alcaloïdes. Le travail de Courtois donna lieu à un mémoire sur l'opium que Séguin lut à l'Institut, le 24 décembre 1804, et qui ne fut inséré que dix ans après, dans les annales de chimie. L'alcaloïde de l'opium y était si nettement indiqué, que Vauquelin n'hésita pas de réclamer en faveur de Séguin la priorité de sa découverte de la morphine, lorsque Serturner publia son travail (1816). Mais ce travail était réellement le fruit des habiles recherches de Courtois. »